# 日本病院前救急診療医学会
日本病院前救急診療医学会（にほんびょういんぜんきゅうきゅうしんりょういがくかい、英文名 Japanese Society of Prehospital Medicine）は、救急医療のなかでも病院前救急診療を領域とし主としてドクターカー等の救急診療を医学の視点から研究し進歩・発展を図るために設立された学術団体。
主たる事務所を東京都中野区に置いている。 

## 事業
- 学術集会の開催、機関誌・論文・図書・研究資料の刊行、日本国内外の関係団体との協力活動など

## 学術集会
学術集会は、当初は研究会として、2006年に第1回が本会の発起人である小濱啓次（川崎医療福祉大学）により東京で開催された。
第2回から第6回は研究会として、下記が主催した。所属は主催当時のもの。
- 第2回（2007年） - 野口浩（愛知医科大学病院高度救命救急センター）
- 第3回（2008年）- 益子邦洋（日本医科大学千葉北総病院救命救急センター）
- 第4回（2009年） - 坂本照夫（久留米大学病院高度救命救急センター・救急医学）
- 第5回（2010年） - 小倉真治（岐阜大学大学院 救急・災害分野）
- 第6回（2011年） - 坂本哲也（帝京大学医学部 救急医学）

2013年より学会として、下記が会長となり開催した。
- 第7回（2013年1月） - 甲斐達朗（大阪府済生会千里病院・済生会千里救命救急センター）
- 第8回（2013年） - 中川隆（愛知医科大学病院高度救命救急センター）
- 第9回（2014年） - 大友康裕（東京医科歯科大学大学院 救急災害医学）
- 第10回（2015年） - 島津岳士（大阪大学医学部附属病院高度救命救急センター）
- 第11回（2016年） - 荻野隆光（川崎医科大学救急医学）
- 第12回（2017年） - 猪口貞樹（東海大学医学部 救命救急医学）
- 第13回（2018年） - 横田裕行（日本医科大学高度救命救急センター）
- 第14回（2019年） - 奥寺敬（富山大学医学部救急・災害医学）
- 第15回（2020年） - 林靖之（大阪府済生会千里病院千里救命救急センター）※Covid-19のパンデミックのためWeb開催
- 第16回（2021年） - 今明秀（八戸市立市民病院院長兼臨床研修センター所長）

## 機関誌
- 『日本病院前救急診療医学会誌』 年数回